# Hrabstwo King William

Piramida wieku hrabstwa

Hrabstwo King William – hrabstwo w USA, w stanie Wirginia, według spisu z 2000 roku liczba ludności wynosiła 13146. Siedzibą hrabstwa jest King William.

## Geografia
Według spisu hrabstwo zajmuje powierzchnię 740 km², z czego 714 km² stanowią lądy, a 26 km² – wody.

### Miasta
- West Point

### CDP
- Central Garage
- King William